# Mistrzostwa Polski w Skokach Narciarskich 1925
6. Mistrzostwa Polski w Skokach Narciarskich – zawody o mistrzostwo Polski w skokach narciarskich, które odbyły się 1 lutego 1925 roku na skoczni na Górze Krzyżowej w Krynicy.
W konkursie o mistrzostwo Polski zwyciężył Henryk Mückenbrunn, srebrny medal zdobył Aleksander Rozmus, a brązowy - Szczepan Witkowski.

## Wyniki konkursu
| Miejsce | Zawodnik            | Klub           | Skok 1 | Skok 2 | Punkty |
| ------- | ------------------- | -------------- | ------ | ------ | ------ |
| 1.      | Henryk Mückenbrunn  | SNPTT Zakopane | 25,0   | 25,5   | 17,729 |
| 2.      | Aleksander Rozmus   | Sokół Zakopane | 25,5   | b.d.   | 13,667 |
| 3.      | Szczepan Witkowski  | Czarni Lwów    | 16,0   | b.d.   | 10,271 |
| 4.      | Tadeusz Zaydel      | SNPTT Zakopane | 18,0   | 17,5   | 7,979  |
| 5.      | Ludwik Trzciński    | TTN Kraków     | b.d.   | b.d.   | 7,083  |
| 6.      | Władysław Gąsienica | SNPTT Zakopane | b.d.   | b.d.   | 7,083  |
| 7.      | Władysław Mietelski | SNPTT Zakopane | b.d.   | b.d.   | 5,166  |